# Eosiren
Eosiren è un estinto genere di Sirenii vissuto nell'Eocene medio e superiore (tra il Priaboniano e il Rupeliano) nell'antico mare della Tetide, soprattutto in Egitto.

## Descrizione
L'animale presenta ancora tracce della seconda e terza coppia di incisivi e di canini e, rispetto alle specie precedenti, un diminuito grado di riduzione del bacino che ha un completo "cotile" per la testa del femore. I denti anteriori (incisivi e canini) sono stati tuttavia spinti ai lati della mandibola per fare spazio, forse, ad un piatto di cornea al palato. Si tratta di un grande progresso rispetto alle specie precedenti come Eotheroides e Sirenavus dove gli incisivi e le zanne erano più grandi ma occupavano ancora una posizione normale di fronte alle ganasce.

## Tassonomia
Il genere Eosiren fu descritto nel 1902 dal paleontologo Andrews che lo distinse da Halitherium per le differenze nella dentatura e nella mandibola.
La specie E. stromeri era stata inizialmente assegnata ad un genere Archaeosiren da Abele nel 1913 sulla base del ritrovamento di un cranio e di parte dello scheletro. In seguito venne anch'esso attribuito al genere Eotherium da Sickenberg nel 1934 e da Domning nel 1978. Fu quest'ultimo, infine, ad assegnarlo definitivamente al genere Eosiren nel 1994.
La specie E. abeli era nota solo grazie al ritrovamento di un dente fossile, dente che è andato poi distrutto durante la Seconda guerra mondiale.